# Festuca quadriflora
Festuca quadriflora là một loài thực vật có hoa trong họ Hòa thảo. Loài này được Honck. mô tả khoa học đầu tiên năm 1782.